# Библиотека „Следа“
Библиотека „Следа“ е книжна поредица на Държавно военно издателство, излизала между 1964 и 1973 г. Книгите са на криминално-приключенска и разузнавателна тематика. Отговорен редактор на поредицата е Христо Минчев.
Публикувани са общо 25 книги. Първите 12 са голям формат, а останалите – джобен формат. Издадени са две книги с номер 12, едната голям формат, другата джобен формат. Няма книга с номер 19.

## Издадени книги
1. Кобра под възглавницата – Роман Ким (1964)
2. Взривът ще избухне днес – Николай Томан (1964)
3. Фазаново гнездо – Яна Януш (1965)
4. Тайната на Боскомската долина – Артър Конан Дойл (1965)
5. С неизвестно име – Павло Автомонов (1966)
6. Загадката IBL – Йеньо Ковач (1966)
7. Операция „Дивата круша“ – Славчо Радивоев (1966)
8. Аня – Върбан Стаматов (1967)
9. Измяна; Пустиня – Хаджи Мурат Мугуев (1967)
10. Бой без изстрели – Дмитрий Морозов (1967)
11. Бандата Дилинджър – Гюнтер Продьол (1967)
12. Застава в пустинята – Олег Смирнов (1967)[бел. 1]
13. Последната нощ на Бижутера – Ноню Митев (1968)[бел. 1]
14. Кой е шпионинът? – Славчо Радивоев (1969)
15. Невидимите боеве – И. Я. Лоркиш (1969)
16. Тайнственият благодетел – Иван Вълов, Милан Миланов (1969)
17. Операция SOS – Константин Дончев (1969)
18. Часът на възмездието – Никола Аврамов (1969)[бел. 2]
19. Златният бръмбар – Едгар Алън По (1970)
20. Не е издавана
21. План „Б-15“ – Тодор Георгиев Каменов (1970)
22. Отрова за брилянти – Борис Крумов (1971)
23. Двубоят на силните – Кольо Христов (1971)[бел. 2]
24. Събуди се за присъда – Славе Македонски (1972)
25. Твоите приятели са безброй – Андрей Островски (1973)[бел. 2]
26. Черните дяволи – Михаил Пархомов (1973)[бел. 2]